# Анархисты против стены
Анархисты против стены (АПС) (ивр. אנרכיסטים נגד גדרות‎ — «анархисты против забора») — израильская молодёжная анархистская группа прямого действия, выступающая против строительства Разделительного барьера на Западном берегу реки Иордан. Основана в 2003 году. Группа совместно с палестинцами проводит многочисленные демонстрации как против строительства Разделительного барьера, так и против израильской оккупации в целом.

## Заявленные цели
По мнению группы, долг каждого израильского гражданина заключается в том, чтобы «противостоять аморальной политике, выполняемой от нашего имени». Группа считает, что нельзя ограничиваться только демонстрациями внутри Израиля, но что необходимо «физически противостоять бульдозерам армии и оккупации», поскольку «израильский апартеид и оккупация не падут сами собой, а закончатся лишь когда станет невозможно ими управлять и их контролировать».
Согласно Дэвиду Бедину, один из её организаторов и руководителей — Йонатан Полак, в частности, «не только оправдывает вооруженную борьбу против строительства „стены“, но и заявляет, что „Государство Израиль должно быть стерто с лица земли“».

## История
Группа была образована в 2003 году израильскими анархистами, уже вовлечёнными в различную деятельность на «оккупированных территориях». Первоначально АПС вместе с другими организациями основала палаточный городок протеста на сельскохозяйственных землях палестинской деревни Мааша (Ma’sha), более 90 % земель которой должны были быть отсечены разделительной стеной и остаться на «израильской стороне». Позже группа пыталась сопротивляться разрушению предназначенного для уничтожения палестинского дома, расположенного в этой деревне. После двух дней протеста и попыток преградить путь бульдозерам, дом был разрушен, а активисты арестованы.
В последующем АПС участвовали в ежедневных демонстрациях протеста, организованных жителями деревни Будрус против отсечения части их земли Разделительным барьером. Путём протестов, жителям деревни почти полностью удалось отстоять свою землю, и похожие демонстрации стали организовываться и другими палестинскими деревнями. В настоящее время центром действия группы является деревня Наалин к северо-западу от Рамаллы, где значительная часть сельскохозяйственной земли конфискуется Израилем для строительства барьера и поселений.

## Пострадавшие

### Участники группы

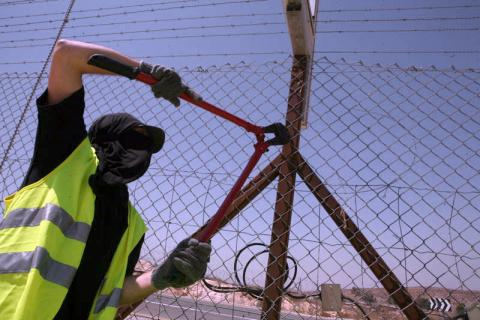
Активист АПС пытается разрезать Разделительный барьер

26 декабря 2003 года вовремя демонстрации АПС рядом с деревней Мааша, огнём израильской армии был серьёзно ранен Гиль Наамати, когда он пытался разрезать забор покрытый колючей проволокой.
12 марта 2004 года в ходе демонстрации против разделительного барьера в районе деревня Харабата, Итай Левински был ранен в глаз резиновой пулей.
3 апреля 2005 года Йонотан Поллак в ходе демонстрации в деревне Билин был ранен в голову капсулой от гранаты со слезоточивым газом, выстреленной с расстояния примерно 30 метров.
В феврале 2006 года серьёзное ранение в глаз резиновой пулей получил 17-летний участник движения Матан Кохен. В больнице он сказал корреспонденту: «Я чувствую, что кровь левых активистов и палестинцев дешева» и заявил, что, несмотря на просьбы не стрелять, по нему и другим участникам демонстрации открыли огонь, целясь в голову.
11 августа 2006 в ходе демонстрации израильским пограничным полицейским был серьёзно ранен Лимор Гольдштейн. Пуля с резиновым покрытием попала ему в голову, раздробила череп и проникла в мозг, в результате он получил серьёзные повреждения.

### Сотрудники силовых структур Израиля
В ходе организуемых группой беспорядков их участники забрасывают сотрудников силовых ведомств камнями и палками, совершают наезды, нанося ранения военнослужащим
В июле 2005 года офицер МАГАВ получил сотрясение мозга и потерял сознание в результате ранения в голову камнем.
В июне 2009 года камнем, брошенным демонстрантами у Наалина, был ранен в глаз полицейский МАГАВ.
Согласно данным пресс-службы Армии Обороны Израиля, с начала 2008 по 19 февраля 2010 гг. в районе Бильина и Наалина были ранены более 110 сотрудников силовых ведомств. Общий ущерб от беспорядков составил около 400 тысяч шекелей.

## Уголовное преследование
В ходе деятельности группы, согласно её данным, против её членов было выдвинуто прокуратурой 129 уголовных обвинений. В 15 случаях обвиняемые были осуждены, 29 случаев окончилось судебными сделками, в 10 случаях обвиняемые были оправданы. 9 обвинений были отозваны прокуратурой, а 66 находятся в процессе рассмотрения.

## Финансирование
Согласно заявлению группы, она не получает пожертвований от государств, правительств или ассоциаций, но принимает пожертвования от частных лиц. Группа тратит пожертвования в основном на юридическую защиту своих членов в судах, затраты на которую превысили 60.000 долларов.
Согласно Д. Бедину, в 2004 году группа частично получала финансовую поддержку от арабо-еврейской организации «Таайуш», в свою очередь, «финансируемой левыми организациями из Дании».